# Pont de Lusitanie
Le pont de Lusitanie est un pont situé à Mérida en Espagne.
Construit sur le fleuve Guadiana en 1991 par un consortium espagnol dans le but de supprimer le trafic routier depuis le pont romain de Mérida, il est l'œuvre de l'architecte Santiago Calatrava Valls.
Le pont tire son nom du fait qu'Augusta Emerita (aujourd'hui Mérida) était l'ancienne capitale de la province romaine de Lusitanie.